# Han Yueshuang
Han Yueshuang (chinesisch 韓月雙 / 韩月双, Pinyin Hán Yuèshuāng, Jyutping Hon4 Jyut6soeng1, * 6. November 1982 in Jilin, China) ist eine ehemalige Shorttrackerin aus Hongkong. Sie nahm an zwei Olympischen Spielen teil.
Im September 2001 debütierte Han Yueshuang in Changchun im Weltcup, über 1500 m erreichte sie dabei das Halbfinale. Zwei Jahre später startete sie in Warschau erstmals auch bei der Weltmeisterschaft. Dort schied sie jedoch in ihren Vorläufen aus. Weitere Einsätze im Nationalteam bekam Han Yueshuang in der Saison 2004/05. Sie startete bei den beiden Weltcups in Asien und erreichte als bestes Ergebnis in einem 1000-m-Rennen das Viertelfinale. Bei der Weltmeisterschaft in Peking schied sie nach den Vorläufen aus. In der folgenden Saison 2005/06 nahm Han an allen vier Weltcups teil und konnte über 1500 m zwei Viertelfinals erreichen. Sie qualifizierte sich für die Olympischen Spiele in Turin, wo sie über alle drei Distanzen startete, aber jeweils im Vorlauf ausschied.
In der Saison 2006/07 nahm Han wieder nur an den beiden Weltcups in Asien teil, ohne jedoch die Finalrunden zu erreichen. Auch in den beiden folgenden Jahren startete Han nur bei wenigen internationalen Rennen, nahm aber an der Weltmeisterschaft 2008 in Gangneung und 2009 in Wien teil, ohne jedoch Vorläufe überstehen zu können. In der Saison 2009/10 startete Han noch einmal bei allen vier Weltcups und erreichte als bestes Resultat über 1500 m einmal das Viertelfinale. Sie verpasste zunächst die Qualifikation für die Olympischen Spiele in Vancouver. Da aber ihre Teamkollegin Wang Xinyue, die sich zuvor qualifiziert hatte, wegen eines fehlenden Passes keine Startberechtigung bekam, nahm Han Yueshuang als Ersatz an den olympischen Wettbewerben teil. Sie startete erneut über alle drei Distanzen, schied aber wiederum in ihren Vorläufen aus.
Bei beiden Olympischen Spielen war Han Yueshuang einzige Teilnehmerin aus Hongkong und trug auch bei der Eröffnungsfeier die Fahne.